# 萊夫基夫卡 (伊久姆區)
莱夫基夫卡（烏克蘭語：Левківка），是烏克蘭東部哈爾科夫州伊久姆區伊久姆市镇内的村落。始建於1713年，面積1.74平方公里，海拔高度122米，2001年人口598，人口密度每平方公里343.9人。